# パカリタ・モシシリ
パカリタ・モシシリ（ソト語: Pakalitha Mosisili、1945年3月14日 - ）は、レソトの政治家。元同国首相（第4・6代）。民主会議(DC)党首、下院議員（4期)、国防大臣、副首相、自治大臣、文部大臣を歴任。党職ではレソト民主会議議長（第2代）を務めた。

## 経歴
クァクハスネック県出身。1967年にバソト会議党に入党し、1993年の下院選で当選して以降、当時首相であったヌツ・モヘレの側近として行動し1995年には副首相に就任する。1997年にモヘレが新党・レソト民主会議（LCD）を結成した際も行動をともにし、1998年にモヘレが病状の悪化によりLCD議長を退いた時は後継議長に選出される。
1998年に実施された総選挙でLCDは80議席中79議席を獲得して圧勝したが、野党は選挙の不正を主張して王宮内でストライキを起こしたことから南部アフリカ開発共同体（SADC）に治安維持のため軍隊の国内派遣を容認した。併せて野党の要求を呑み小選挙区比例代表制並立制を導入し、再選挙を実施した。
2002年の再選挙の結果、LCDは議席を減らしたものの過半数を獲得し政権を維持した。2007年の総選挙でも過半数を辛うじて維持し、第3次政権を発足させた。2012年3月にLCDを離脱し民主会議(DC)を発足させる。5月の総選挙でDCは第一党となったが過半数には届かず、モツォアハエ・トーマス・タバネを首班とした野党による連立政権が発足し、6月に首相を退任した。2015年の総選挙で再び首相に就任。
2017年3月1日に下院議会にて不信任案が可決され、総選挙に打って出る意向であると報じられた。その後2017年6月3日に行われた選挙で、トーマス・タバネ率いる全バソト会議に48議席を獲得されたのに対し、モシシリ率いる民主会議は30議席しか獲得出来ずに敗北した。6月8日にはレツィエ国王に辞表を提出したものの、次期内閣が組閣されるまでは在任することが発表された。
6月16日に、モシシリの後任としてトーマス・タバネが首相に就任した。

## 略歴
- 1993年
  - 下院総選挙に立候補（バストランド会議党（BCP）公認）、当選をする。
  - 文部大臣に就任する。
- 1995年
  - 1月 - 副首相に就任する。
- 1997年
  - BCPを離党、レソト民主会議（LCD）を結成し副議長に就任する。
  - 7月20日 - 自治大臣に就任する。
- 1998年
  - 2月21日 - LCD議長に就任する。
  - 下院総選挙に立候補（LCD公認）、2期目の当選をする。
  - 5月29日 - 首相に就任する。
- 2002年
  - 5月 - 下院総選挙再選挙に立候補（LCD公認）、3期目の当選をする。
  - 6月 - 首相に再任し、第2次内閣が発足する。
- 2007年
  - 2月17日 - 下院総選挙に立候補（LCD公認）、4期目の当選をする。
  - 首相に留任し、第3次内閣が発足する。
- 2012年
  - 6月8日 - 首相を退任。
- 2015年
  - 3月17日 - 下院総選挙で勝利し、首相に返り咲く。
- 2017年
  - 6月16日 - 首相を退任。
- 2018年
  - 11月 - 政界引退を発表。